# Венера (фильм, 2006)
«Венера» (англ. Venus) — британский художественный фильм-драма режиссёра Роджера Мичелла, вышедший в 2006 году. В главных ролях задействованы Питер О’Тул, восьмой раз номинированный за неё на премии «Оскар» и одиннадцатый на «Золотой глобус», а также Лесли Филлипс. Последняя крупная роль О’Тула.

## Сюжет
Сюжет фильма крутится вокруг пожилого актёра Мориса (Питер О’Тул), проводящего дни с единственным оставшимся в живых другом — Яном (Лесли Филлипс), бывшим коллегой Мориса по сцене. Внезапный визит внучатой племянницы Яна, Джесси (Джоди Уиттакер), нарушает покой двух ветеранов театральной жизни. Морис понимает, что Джесси ему нравится. Он приглашает её в Лондонскую Национальную галерею, чтобы последний раз в жизни посмотреть на любимую картину — «Венера с зеркалом» Диего Веласкеса. Незадолго до поездки у Мориса обнаруживают последнюю стадию рака простаты…

## В ролях
| Актёр            | Роль     |
| ---------------- | -------- |
| Питер О’Тул      | Морис    |
| Лесли Филлипс    | Ян       |
| Джоди Уиттакер   | Джесси   |
| Ванесса Редгрейв | Валери   |
| Ричард Гриффитс  | Дональд  |
| Кэтрин Брэдшоу   | Джиллиан |

## Награды и номинации
Фильм был положительно встречен большинством мировых кинокритиков и собрал множество кинопремий и наград:
- 2006 — 5 номинаций на Премию британского независимого кино: лучшая мужская роль (Питер О’Тул), лучшая мужская роль второго плана (Лесли Филлипс; единственная победа), лучшая женская роль второго плана (Ванесса Редгрейв), наиболее перспективный новичок (Джоди Уиттакер), лучший сценарий (Ханиф Курейши).
- 2006 — 3 номинации на премию «Спутник»: лучший фильм, лучшая мужская роль (Питер О’Тул), лучшая женская роль (Джоди Уиттакер).
- 2007 — номинация на премию «Золотой глобус» — лучшая мужская роль — драма (Питер О’Тул).
- 2007 — номинация на Премию Гильдии киноактёров США — лучшая мужская роль (Питер О’Тул).
- 2007 — 2 номинации на премию BAFTA: лучшая мужская роль (Питер О’Тул), лучшая мужская роль второго плана (Лесли Филлипс).
- 2007 — номинация на премию «Оскар» — лучшая мужская роль (Питер О’Тул).